# 에를렌바흐 임 지멘탈
에를렌바흐 임 지멘탈(독일어: Erlenbach im Simmental)은 스위스 베른주의 니더지멘탈구에 있는 자치체이다.

## 역사

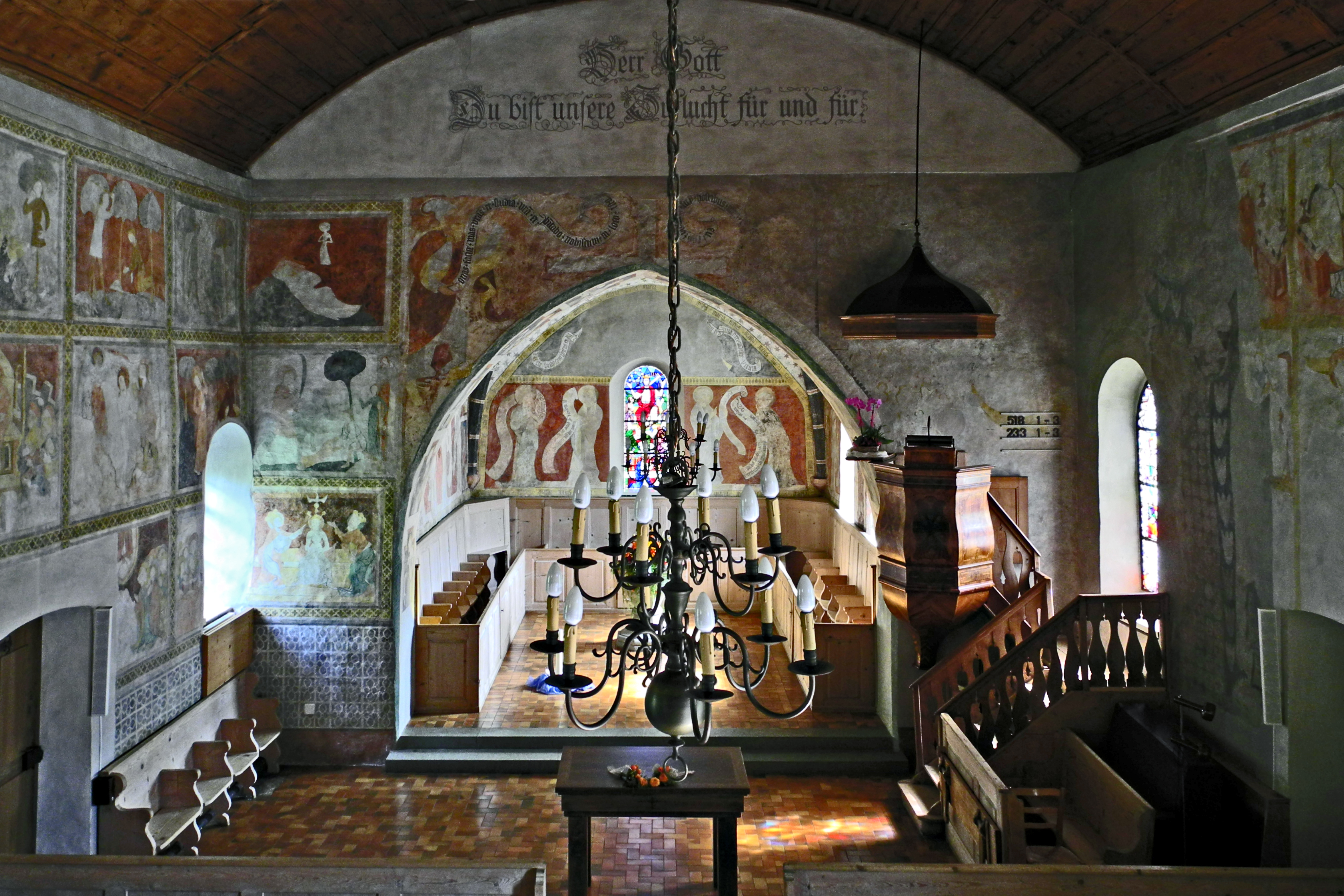
13~15세기 에를렌바흐 교회의 벽화

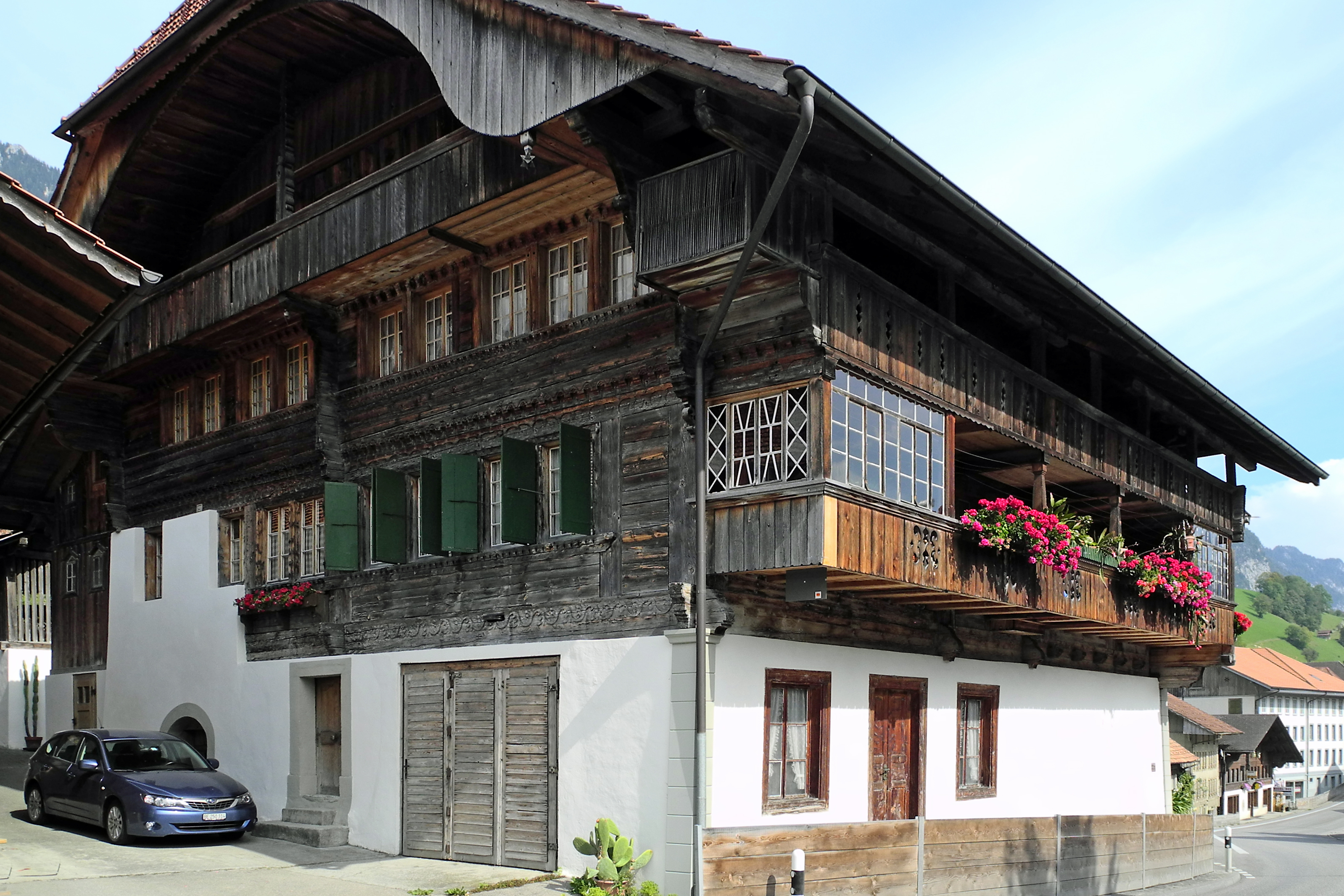
에를렌바흐의 플라츠 주택, 알프스 산맥을 가로질러 소를 거래하여 돈을 벌어서 지은 주택

에를렌바흐 임 지멘탈은 1180-81년에 Arlunbach로 처음 언급 되었다.
이 지역에서 가장 오래된 인간의 흔적은 구석기 시대 칠흘리횔레 동굴이다. 신석기 시대 유적이 브란테쇼프 시빈발름에서 발견되었다. 다른 선사 시대 흔적으로는 발젠베르크와 운터클루시의 청동기 시대와 로마 시대 유물, 스톡호른의 로마 동전 떼가 있다. 서로마 제국이 멸망한 후에도 이 지역에는 사람이 거주했다. 샤스텔의 흙 요새는 아마도 중세 시대로 거슬러 올라간다. 중세 시대에 이르러 현대 시정촌에는 적어도 3개의 성이나 요새가 있었지만 유적만 남아 있다.
폰 에를렌바흐 남작은 1133년에 기록에 처음 등장한다. 에를렌바흐 가문이 죽자 그들의 땅은 아마도 다른 귀족 가문을 거쳐 1368년에 폰 브란디스 남작으로 이어졌을 것이다. 14세기부터 란츠게마인데(직접 민주주의 의회) 주변 지역 사회의 에를렌바흐에서 만났다. 1393년, 1429년, 1445년에 마을 사람들은 브란디스 남작가에서 떨어진 곳에서 세금을 내고 코르베 노동을 할 의무를 샀다. 베른 시에 1439년 남작으로부터 마을을 인수하면서 마을의 권리를 재확인했다. 16세기부터 그들은 가축을 기르기 시작했고, 겨울 동안 계곡에 머물렀다가 산속의 봄 목초지로 옮겼다. 그 후 몇년 동안 에를렌바흐는 주요 소 및 치즈 수출국이 되었다. 많은 지역 주민들이 수출로 부자가 되어 마을에 큰 별장을 지었다. 1765년에 마을의 대부분이 화재로 소실되었지만 빠르게 재건되었다. 1798년 프랑스 침공 이후, 에를렌바흐 임 지멘탈은 오버란트주에 있는 니더지멘탈의 헬베티아 공화국 지역의 일부가 되었다. 1803년 중재법으로 베른주에 다시 합류했다.
19세기에 지멘탈 도로는 지자체를 나머지 국가와 연결했다. 1902년 슈피츠-츠바이지멘 철도가 링골딩엔에 역을 열었을 때 교통량이 증가했다. 도로와 철도로 인구가 증가하고 에를렌바흐에서 비즈니스와 관광업이 성장했다. 1970년대에 마을 위로 많은 새로운 주택 개발이 이루어졌다. 비미스의 의 램프에 있는 고속도로 근처의 라터바흐에서 개발된 가장 큰 것 중 하나이다. 에를렌바흐는 지역 병원, 중등 학교 및 지역 요양원의 본거지이다. 1987년 1766년에 지어진 아겐슈타인 주택은 니더지멘탈 지역 박물관이 되었다.
성 미카엘 마을 교회는 1228년에 처음 언급되었다. 아마도 초기 중세 교회 터에 11세기에 지어진 것 같다. 내부는 13세기와 14세기에 벽화로 장식되었다. 그러나 많은 벽화가 15세기에 다시 만들어졌다. 1330년에는 교회에 대한 후원권 이 인터라켄 수도원에 기증되었다. 베른 이 1528년 종교 개혁을 받아들였을 때 수도원은 세속화되었고 교회는 베른의 권위 아래 있게 되었다. 베른이 종교개혁을 받아들이기 몇년 전, 에를렌바흐의 성직자인 페터 쿤츠가 마을에서 종교개혁을 설교하고 있었다. 나중에 그는 베른 대성당의 목사가 되었다.

## 지리

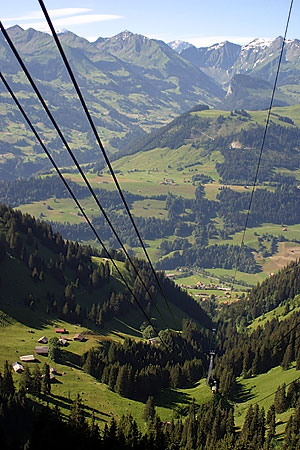
지멘탈

에를렌바흐 임 지멘탈의 면적은 36.69k㎡이다. 2012년 기준으로 총 18.56k㎡ (50.5%가 농업용으로 사용되며, 13.93k㎡ (37.9%가 산림이다. 나머지 시정촌은 1.27k㎡ (3.5%가 정착(건물 또는 도로), 0.32k㎡ (0.9%가 강 또는 호수이고 2.6k㎡ (7.1%는 비생산적인 토지이다.
같은 해 주택과 건물이 1.5%, 교통 인프라가 1.4%를 차지했다. 전체 토지 면적의 총 32.3%는 삼림이 무성하고 5.3%는 과수원 또는 작은 나무 군락으로 덮여 있다. 농경지 중 16.2%가 목초지이고 33.3%가 고산 목초지로 사용된다. 시정촌의 물 중 0.6%는 호수에, 0.3%는 강과 시내에 있다. 비생산적인 지역 중 3.3%는 비생산적인 초목이고 3.7%는 초목이 자라기에는 너무 암석이 많은 지역이다.
지자체에는 계곡의 에를렌바흐, 라터바흐 및 린골딩엔의 농업 정착지(보야르텐)가 포함된다. 계곡 위의 테라스에는 Bäuerten of 발첸베르크, 에슐렌, 탈 및 알멘덴이 있다. 그 위에는 고산 초원, 숲과 산이 있다.
2009년 12월 31일에 시정촌의 이전 구역인 니더지멘탈군이 해산되었다. 다음 날 2010년 1월 1일에 새로 생성된 프루티겐-니더지멘탈구에 합류했다.

## 인구통계

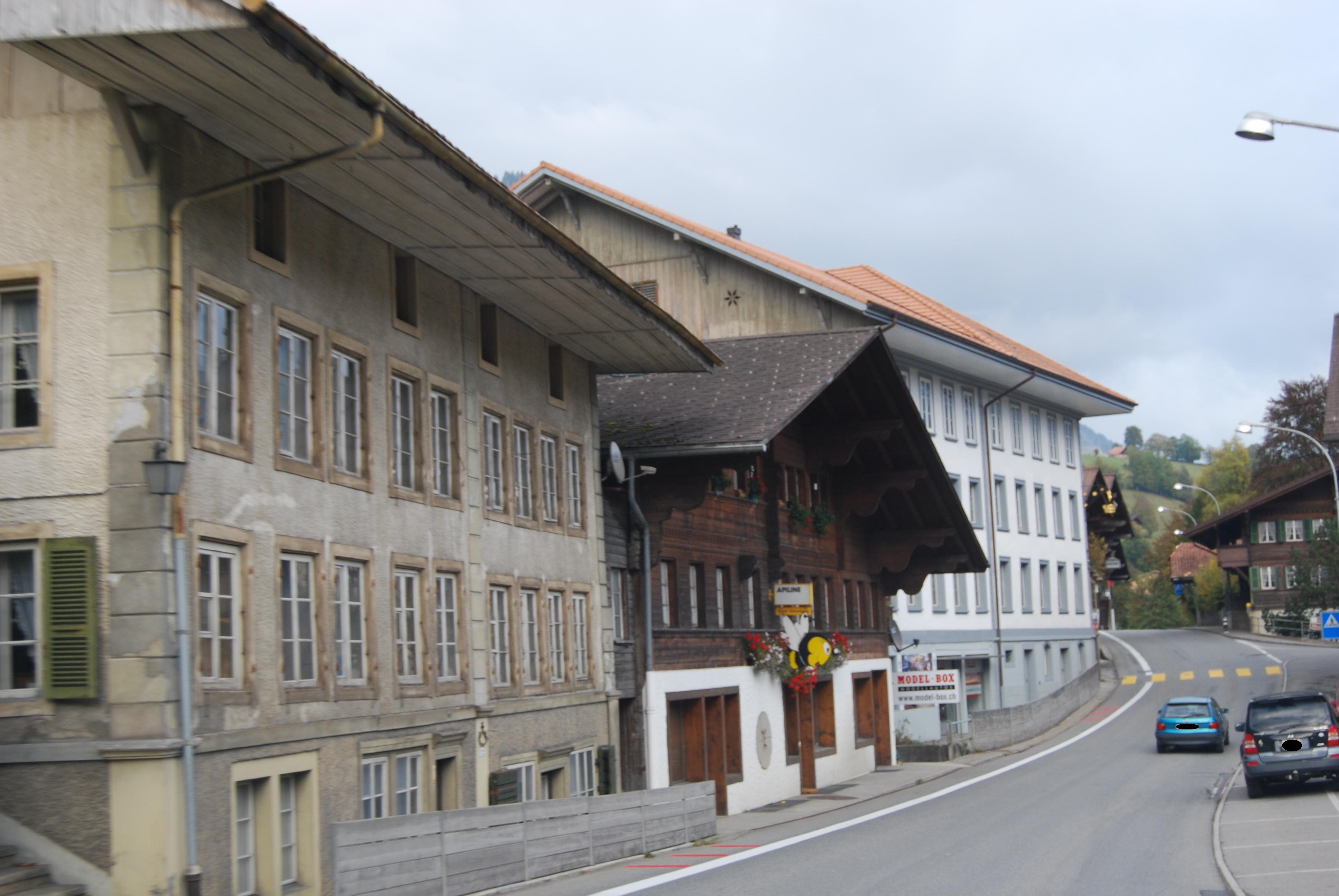
에를렌바흐 마을

2020년 12월 기준, 에를렌바흐 임 지멘탈의 인구는 1,724명이다. 2010년 기준으로 인구의 5.1%가 거주하는 외국인이다. 지난 10년(2001-2011) 동안 인구는 -0.9%의 비율로 변화했다. 이민은 -1.2%, 출생과 사망은 0.2%를 차지했다.
2000년 기준, 인구 대부분인 1,755명(97.4%)이 독일어를 모국어로 사용하고, 프랑스어는 14명(0.8%)으로 두 번째로 많이 사용하고, 세르보-크로아티아어가 9명(0.5%)으로 세 번째로 사용한다. 이탈리아어를 할 줄 아는 2명과 로만슈어를 할 줄 아는 사람이 1명 있다.
2008년 기준으로 인구는 남성 49.1%, 여성 50.9%이다. 인구는 786명의 스위스 남성(인구의 46.1%)과 50명(2.9%)의 비스위스계 남성으로 구성되었다. 스위스 여성은 831명(48.8%), 비스위스계 여성은 37명(2.2%)이었다. 지자체의 인구 중 707 또는 약 39.2%가 에를렌바흐 임 지멘탈에서 태어나 2000년에 그곳에서 살았다. 같은 주에서 태어난 737 또는 40.9%가 있었고, 177 또는 9.8%가 다른 곳에서 태어났다. 스위스에서, 그리고 94 또는 5.2%가 스위스 밖에서 태어났다.
2011년 기준으로 아동·청소년(0~19세)이 20%, 성인(20~64세)이 60.1%, 노인(64세 이상)이 19.9%를 차지한다.
2000년 기준으로 시정촌에는 미혼이거나, 독신인 사람이 747명 있다. 기혼자는 832명, 미망인은 홀아비는 151명, 이혼한 사람은 72명이었다.
2010년 기준 1인 가구는 232가구, 5인 이상 가구는 45가구이다. 2000년 상시 임대아파트는 총 685호(전체의 83.7%)였으며, 성수기 아파트는 98호(12.0%), 공실은 35호(4.3%)였다. 2012년 시정촌 공실률은 1.09%였다. 2011년에 단독 주택은 시정촌 전체 주택의 46.9%를 차지했다.
역사적 인구는 다음 차트에 나와 있다.

## 국가중요문화재
마을 사제관과 스위스 개혁 교회, 아겐슈타인 주택, 플라츠 주택 및 륀디 주택은 국가적으로 중요한 스위스 문화 유산으로 등록되어 있다. 에를렌바흐 임 지멘탈의 전체 마을과 발첸베르크의 작은 마을은 스위스 유산 목록의 일부이다.

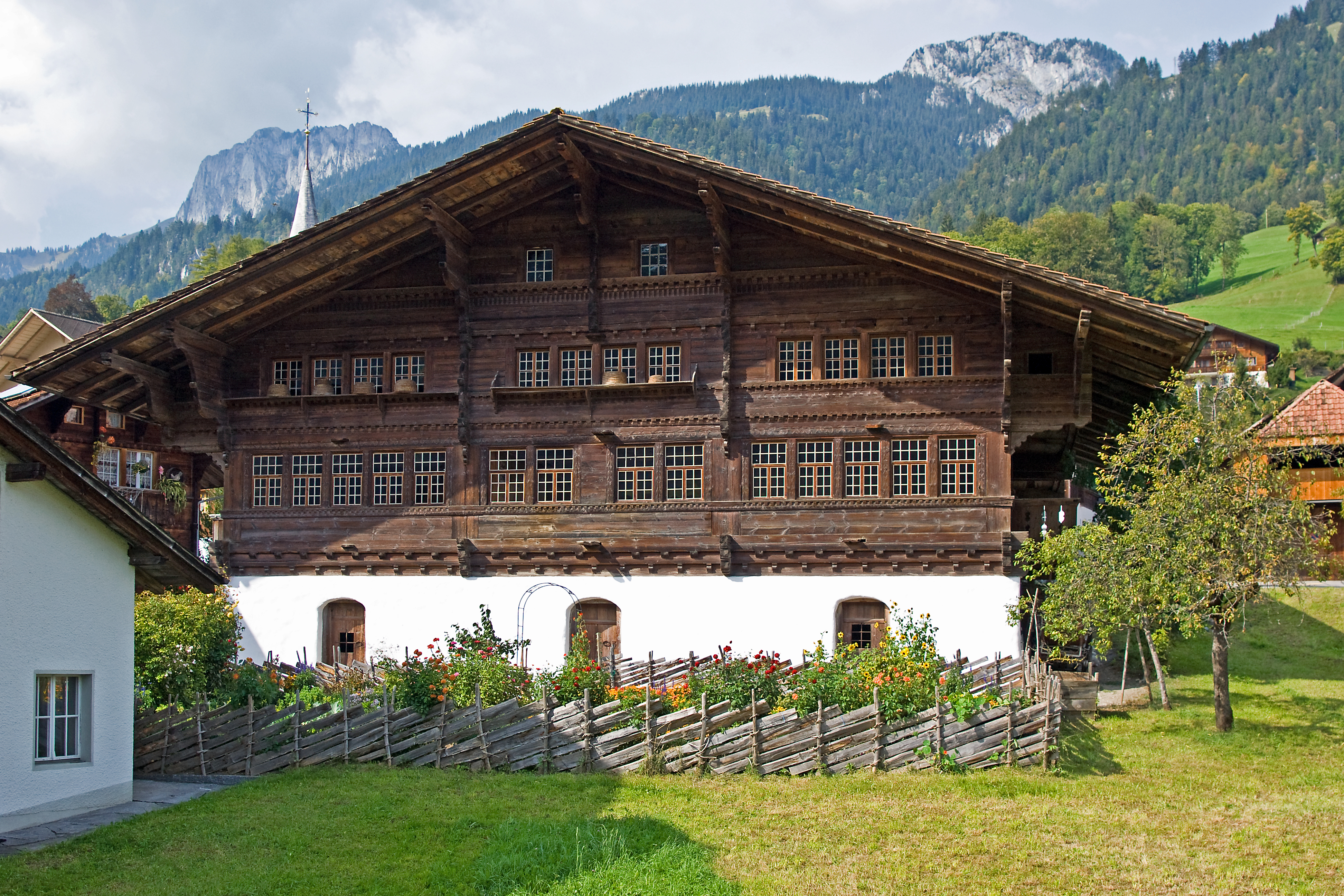
아겐슈타인 주택
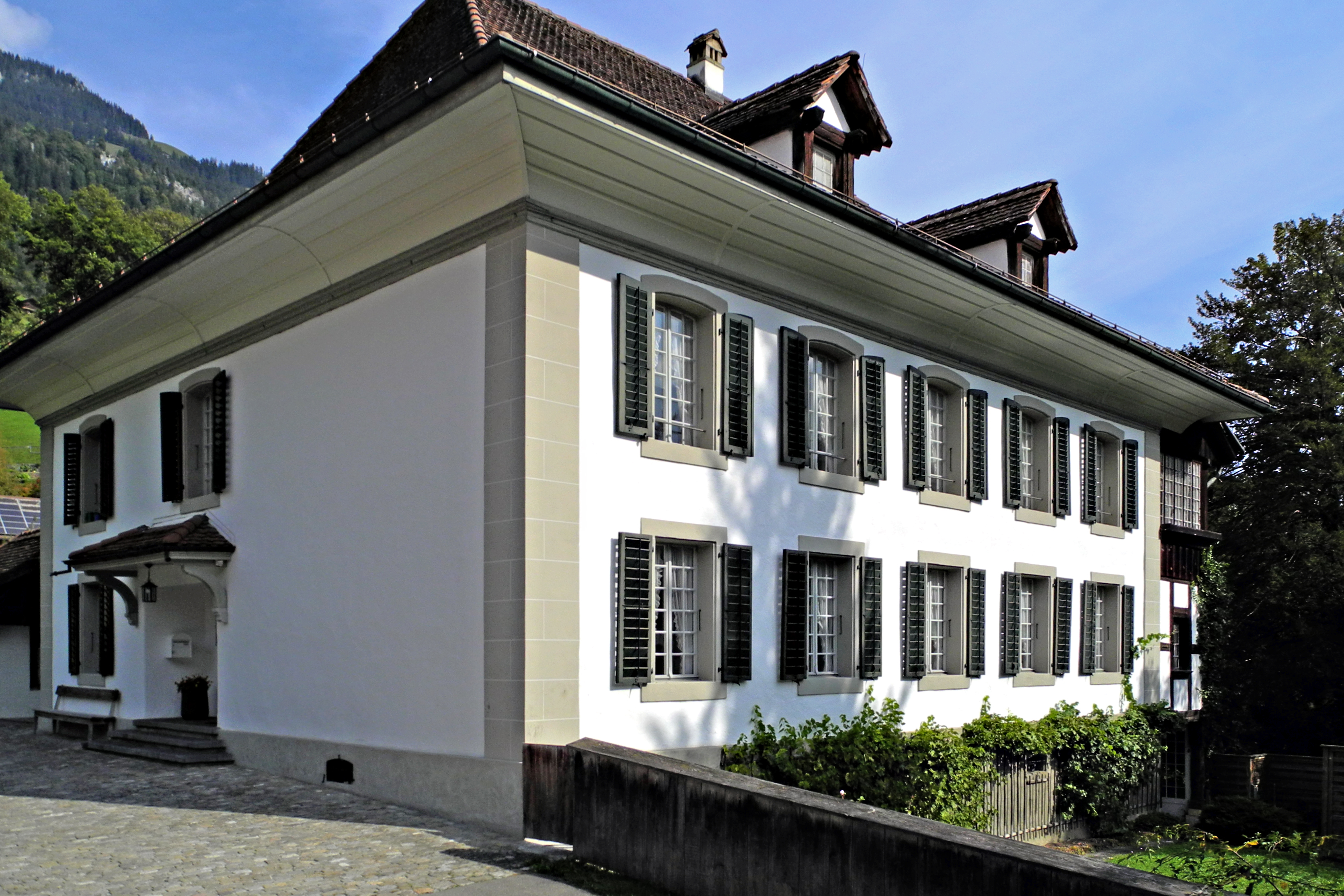
교구 목사관
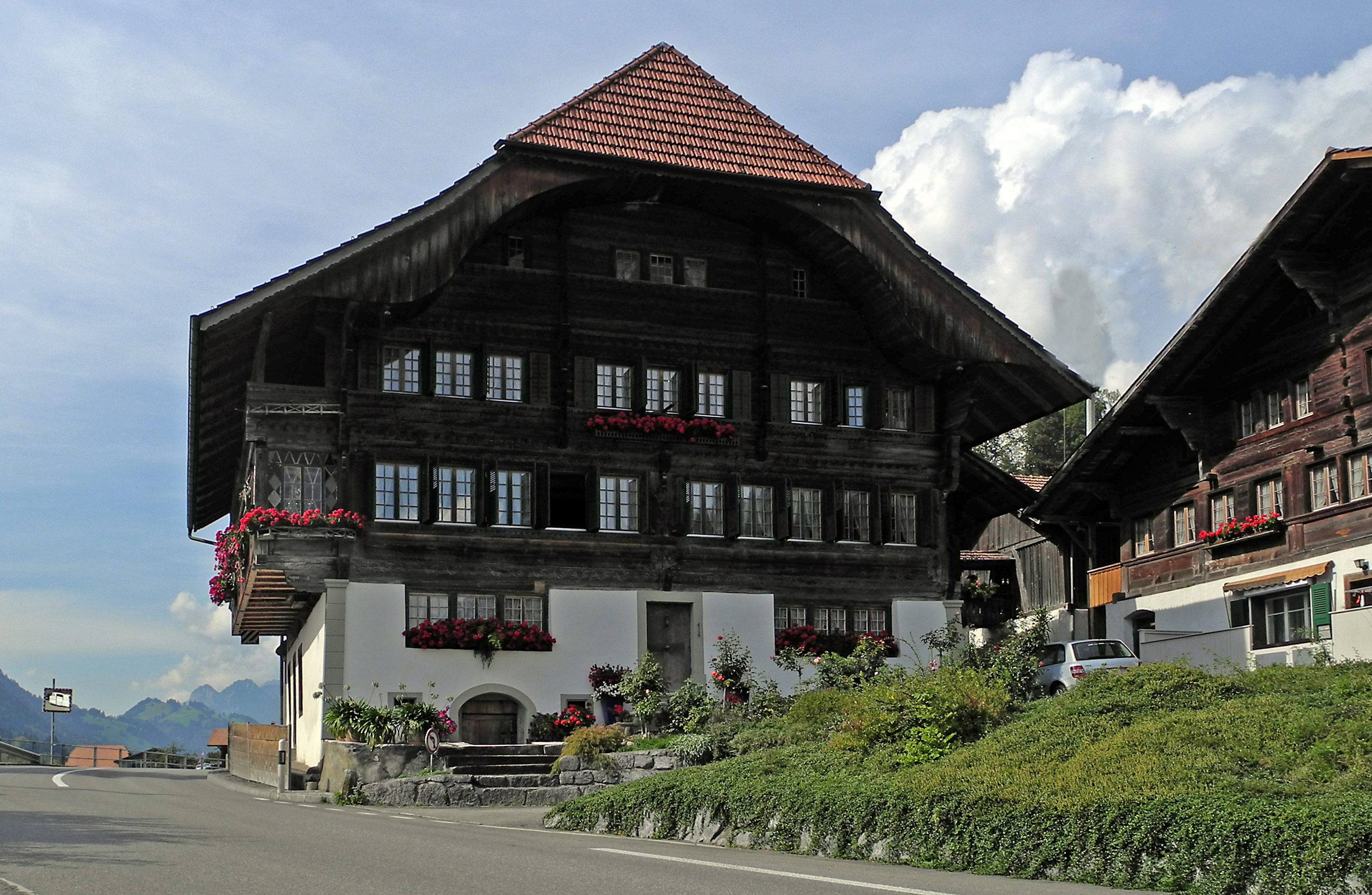
플라츠 주택
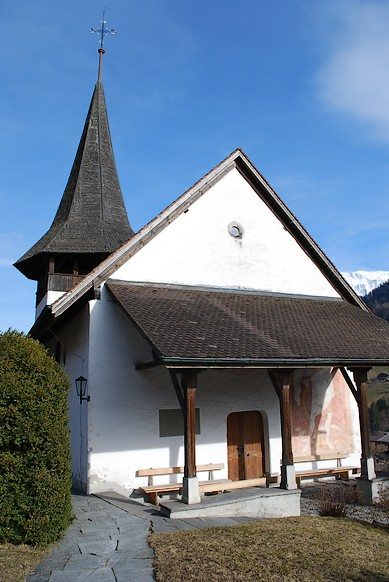
스위스 개혁 교회
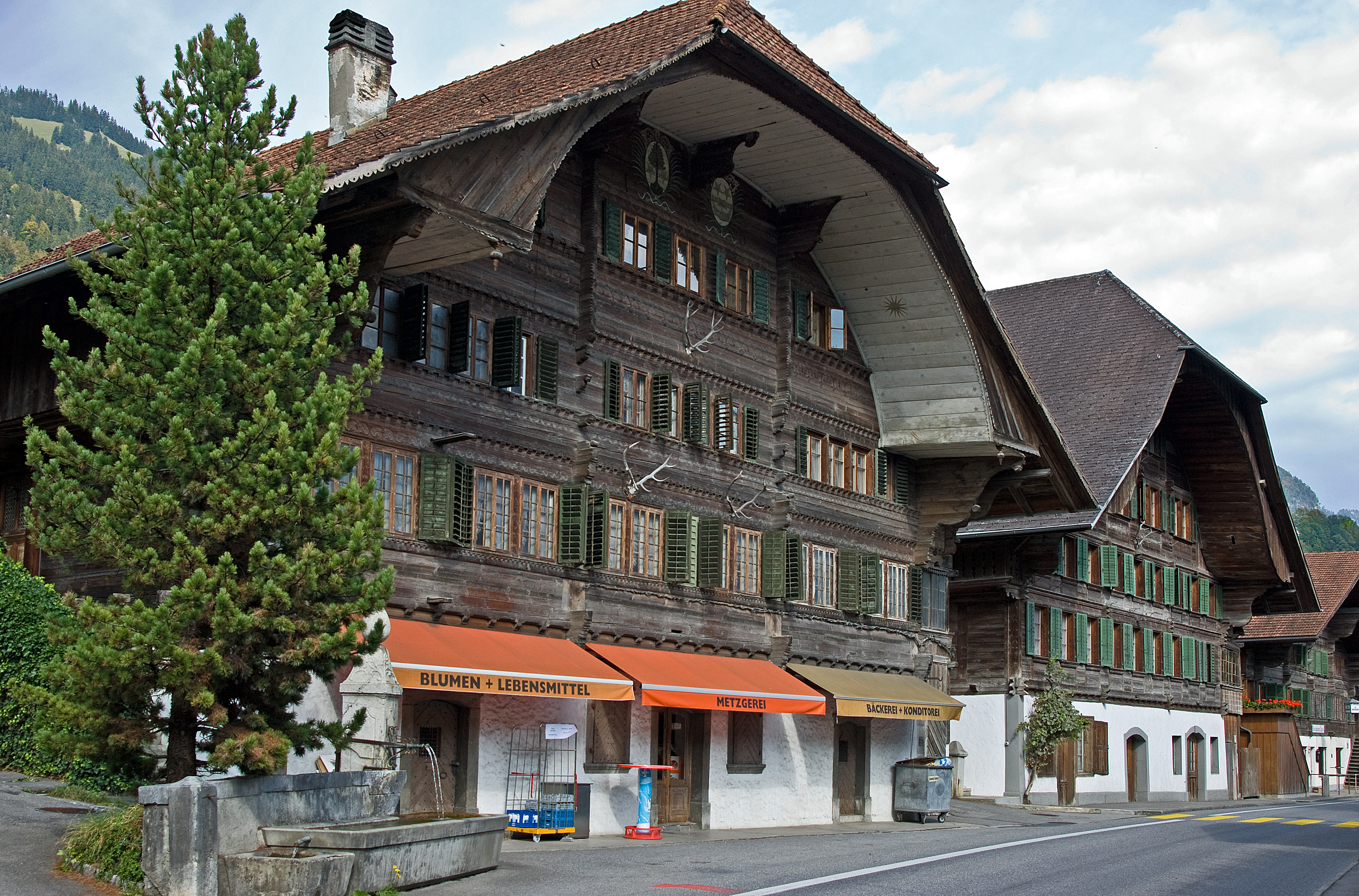
륀디 주택

## 정치
2011년 연방 선거에서 가장 인기 있는 정당은 43.3%의 득표율을 기록한 스위스인민당(SVP) 이었다. 그 다음으로 가장 인기 있는 3개 정당은 보수민주당(BDP) (23.3%), 사회민주당(SP) (8.7%), 스위스 연방민주연합(EDU) (5.9%)이었다. 연방 선거는 총 666표를 득표했고, 투표율은 50.3%였다.

## 경제
2011년 현재 에를렌바흐 임 지멘탈의 실업률은 1.05%이다. 2008년 현재 시정촌에 고용된 사람은 총 732명이다. 이 중 1차 경제 부문에 154명이 고용되었고, 이 부문에 약 52개 기업이 참여했다. 127명이 2차 부문에 고용되었고, 이 부문에 25개의 기업이 있었다. 451명이 3차 부문에 고용되었으며, 이 부문에는 59개의 기업이 있다. 시정촌 주민은 857명으로 일정 정도 고용되었으며, 그중 여성이 전체 노동력의 42.4%를 차지했다.
2008년에는 총 533개의 정규직에 상응하는 일자리가 있었다. 1차 부문의 일자리 수는 94개였으며, 모두 농업에 종사했다. 2차 부문의 일자리 수는 113개로 그 중 제조업이 66개(58.4%), 건설업이 43개(38.1%)였다. 3차 부문의 일자리 수는 326개였다. 65개(19.9%)는 도소매 또는 자동차 수리, 31개(9.5%)는 물품의 이동 및 보관, 27개(8.3%)는 호텔 또는 레스토랑, 9개(2.8%)는 보험 또는 금융업이었다. 산업, 7개(2.1%)는 기술 전문가 또는 과학자, 21개(6.4%)는 교육, 145개(44.5%)는 의료 분야에 있었다.
2000년에는 자치단체로 통근하는 근로자가 268명, 출퇴근한 근로자가 430명이었다. 지자체는 근로자의 순 수출국으로, 1명에 해당하는 근로자가 지자체를 떠날 때 약 1.6명의 근로자가 있다. 에를렌바흐 임 지멘탈에는 총 427명의 근로자(시 전체 근로자 695명 중 61.4%)가 거주하고 근무했다. 근로 인구의 8.3%가 출퇴근을 위해 대중교통을 이용했고, 60.7%가 자가용을 이용했다.
2011년 에를렌바흐 임 지멘탈이 150,000CHF를 버는 기혼 거주자에 대한 평균 지방 및 주 세율은 12.9%인 반면 미혼 거주자의 세율은 18.9%였다. 비교를 위해 같은 해 전체 주의 평균 비율은 14.2%와 22.0%인 반면 전국 평균은 각각 12.3%와 21.1%였다. 2009년에 지자체에는 총 722명의 납세자가 있었다. 그중 176명이 연간 75,000CHF 이상을 벌었다. 연간 15,000에서 20,000 사이의 수입을 올린 사람이 15명이었다. 가장 많은 수의 근로자인 206명이 연간 50,000~75,000CHF를 벌었다. 에를렌바흐 임 지멘탈에 있는 75,000 CHF 이상 그룹의 평균 수입은 103,894 CHF인 반면, 스위스 전체의 평균은 130,478 CHF였다.
2011년에는 전체 인구의 3.9%가 정부로부터 직접적인 재정 지원을 받았다.

## 종교
2000년 인구 조사에서 1,486명(82.5%)가 스위스 개혁 교회에 속했고 110명(6.1%)가 로마 카톨릭에 속했다. 나머지 인구 중 정교회 교인 이 1명, 크리스찬 가톨릭 교회 교인이 2명(0.11%), 다른 기독교 교회에 속한 사람이 65명(3.61%)이 있었다. 이슬람교는 6명(0.33%), 불교가 1명, 힌두교가 5명, 다른 교회에 속한 사람이 1명이었다. 58명(3.22%)이 교회에 속하지 않았으며, 불가지론자 또는 무신론자이며, 67명(3.72%)이 질문에 대답하지 않았다.

## 교통
에를렌바흐 임 지멘탈은 슈피츠-츠바이지멘선에 있으며, 에를렌바흐 임 지멘탈역 및 링골딩엔역에서 기차로 운행된다.

## 기후
1981년과 2010년 사이에 에를렌바흐는 연간 평균 140.9일의 비 또는 눈이 내렸고 평균 강수량은 1,308mm였다. 가장 습한 달은 에를렌바흐 임 지멘탈이 평균 149mm의 비나 눈이 내린 7월이었다. 이달 동안 평균 강수일은 12.8일이었다. 강수량이 가장 많은 달은 5월로 평균 14.6일이었지만 비나 눈은 130mm에 불과했다. 일년 중 가장 건조한 달은 2월로 9.8일 동안 평균 강수량이 86mm였다.

## 교육
에를렌바흐에서는 인구의 약 57.3%가 필수가 아닌 고등교육을 이수했으며, 13.4%가 추가 고등교육(대학 또는 응용학문대학)을 이수했다. 인구 조사에 나와 있는 일종의 고등 교육을 이수한 139명 중 76.3%가 스위스 남성, 18.7%가 스위스 여성, 4.3%가 비스위스계 남성이었다.
베른주 학교 시스템은 1년의 의무 없는 유치원, 6년의 초등학교를 제공한다. 이후 3년 동안의 의무적 중학교 과정을 거쳐 학생들을 능력과 적성에 따라 구분한다. 중학교 이하 학생들은 추가 학교에 다니거나 견습생으로 들어갈 수 있다.
2011-12학년도 동안 에를렌바흐 임 지멘탈의 수업에 총 220명의 학생이 참석했다. 시정촌에는 총 21명의 학생이 있는 2개의 유치원 수업이 있었다. 지자체에는 4개의 초등 학급과 80명의 학생이 있었다. 초등학생 중 2.5%는 스위스의 영주권 또는 임시 거주자(시민권 아님)였으며, 1.3%는 교실 언어와 다른 모국어를 사용한다. 같은 해에 총 119명의 학생이 있는 6개의 중학교가 있었다. 1.7%는 스위스의 영주권 또는 임시 거주자(시민이 아님)였으며, 1.7%는 교실 언어와 다른 모국어를 사용했다.
2000년 현재, 시정촌의 모든 학교에 다니는 학생은 총 307명이다. 그중 245명은 지자체에 거주하여 학교에 다녔고 62명은 다른 지자체에서 왔다. 같은 해에 58명이 시외 학교에 다녔다.